# Nationaal park Bukit Tigapuluh
Nationaal park Bukit Tigapuluh is een park in Indonesië. Het ligt in de provincies Jambi en Riau op het eiland Sumatra.